# Hervormde pastorie (Bovensmilde)
De Hervormde pastorie in het Drentse dorp Bovensmilde is een woonhuis in een eclectische stijl dat gebouwd is als pastorie voor de naastgelegen Hervormde kerk. Het pand werd in 1995 aangewezen als rijksmonument.